# Engyum crassum
Engyum crassum là một loài bọ cánh cứng trong họ Cerambycidae.